# 布拉格新城市政厅
布拉格新城市政厅（捷克語：Novoměstská radnice）是捷克首都布拉格市的行政中心，位于中世纪的布拉格新城区（Nové Město）。1419年7月30日在这里发生了第一次布拉格拋窗事件，胡斯派信徒冲进新市政厅，将市长及市议员自窗户扔向楼下，引发了胡斯战争。新城市政厅是哥特式建筑风格，建筑年代1377–1398以及1411年。